# Adams County (Nebraska)

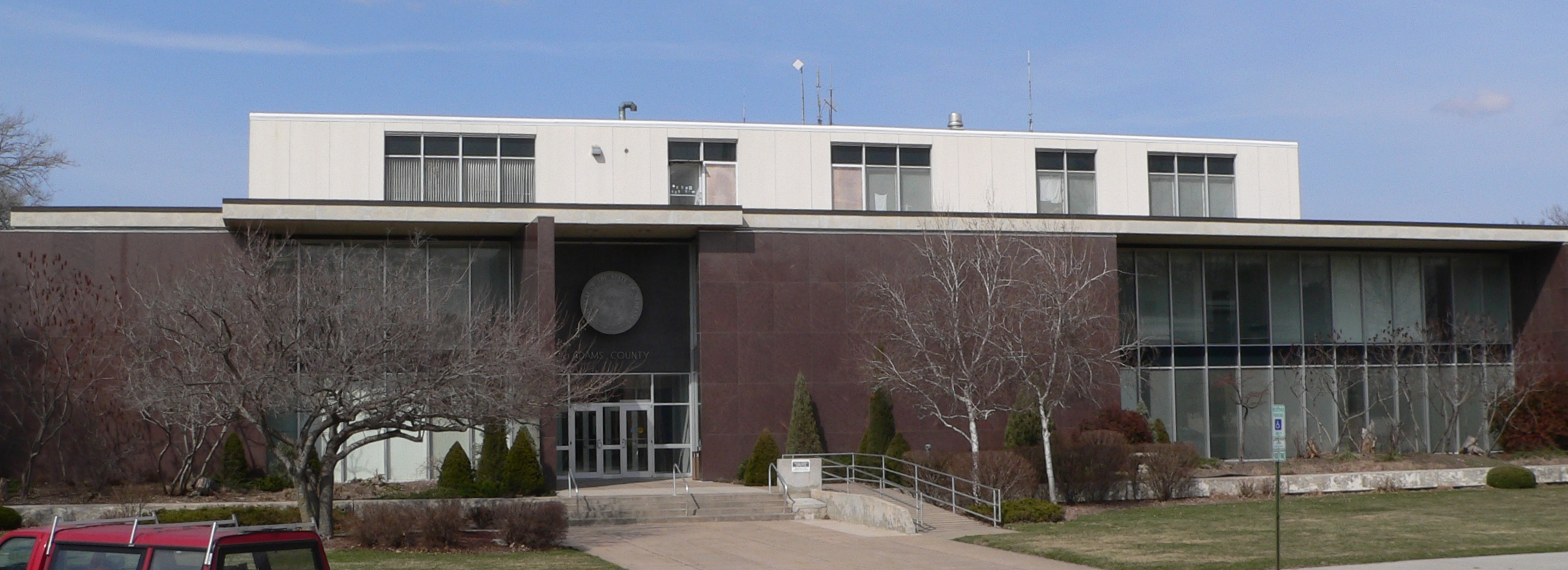
Adams County Courthouse

Adams County is een county in de Amerikaanse staat Nebraska.
De county heeft een landoppervlakte van 1459 km² en telt 31.151 inwoners (volkstelling 2000). De hoofdplaats is Hastings.

## Impressie

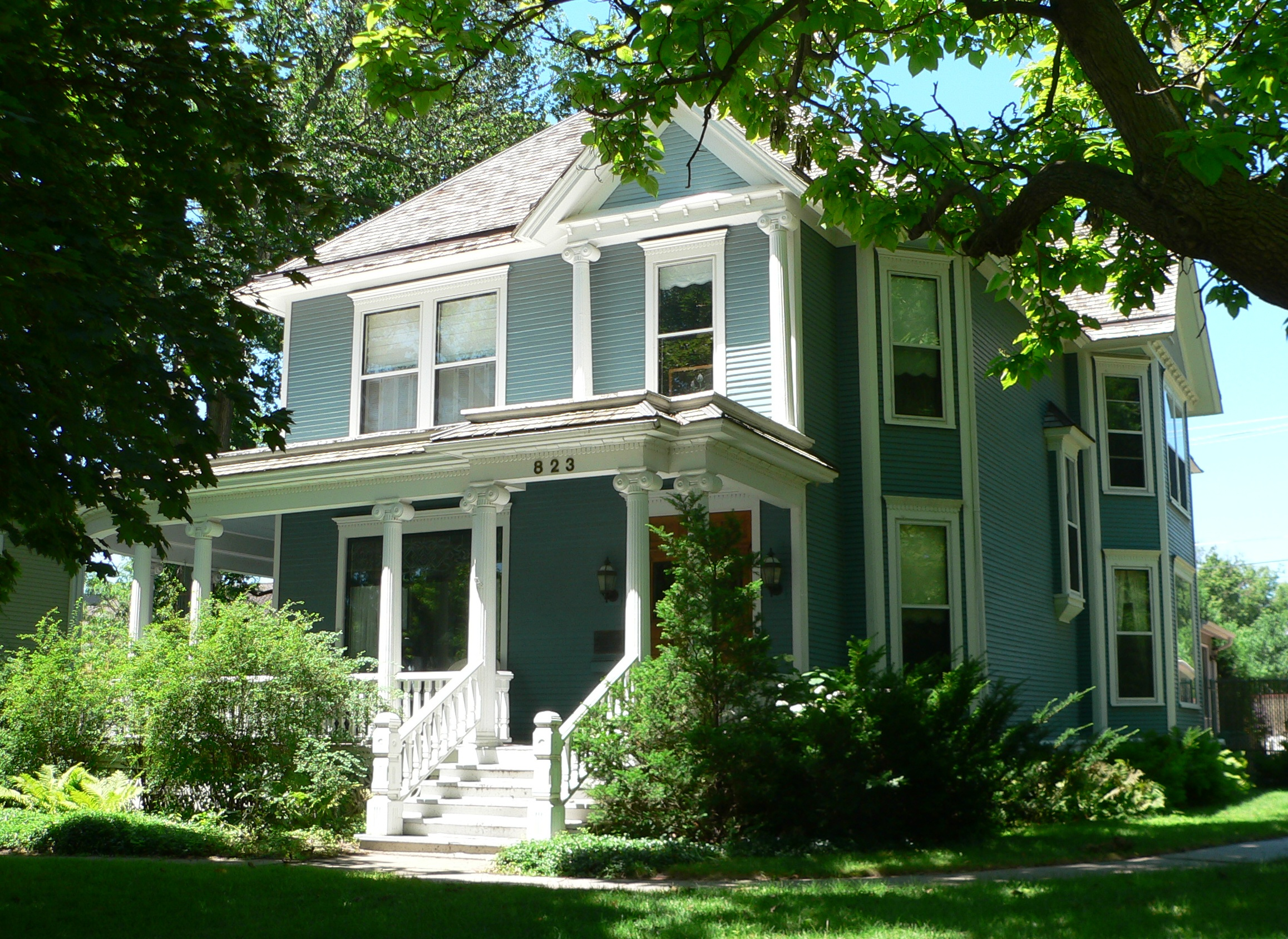
Brach House (Hastings)
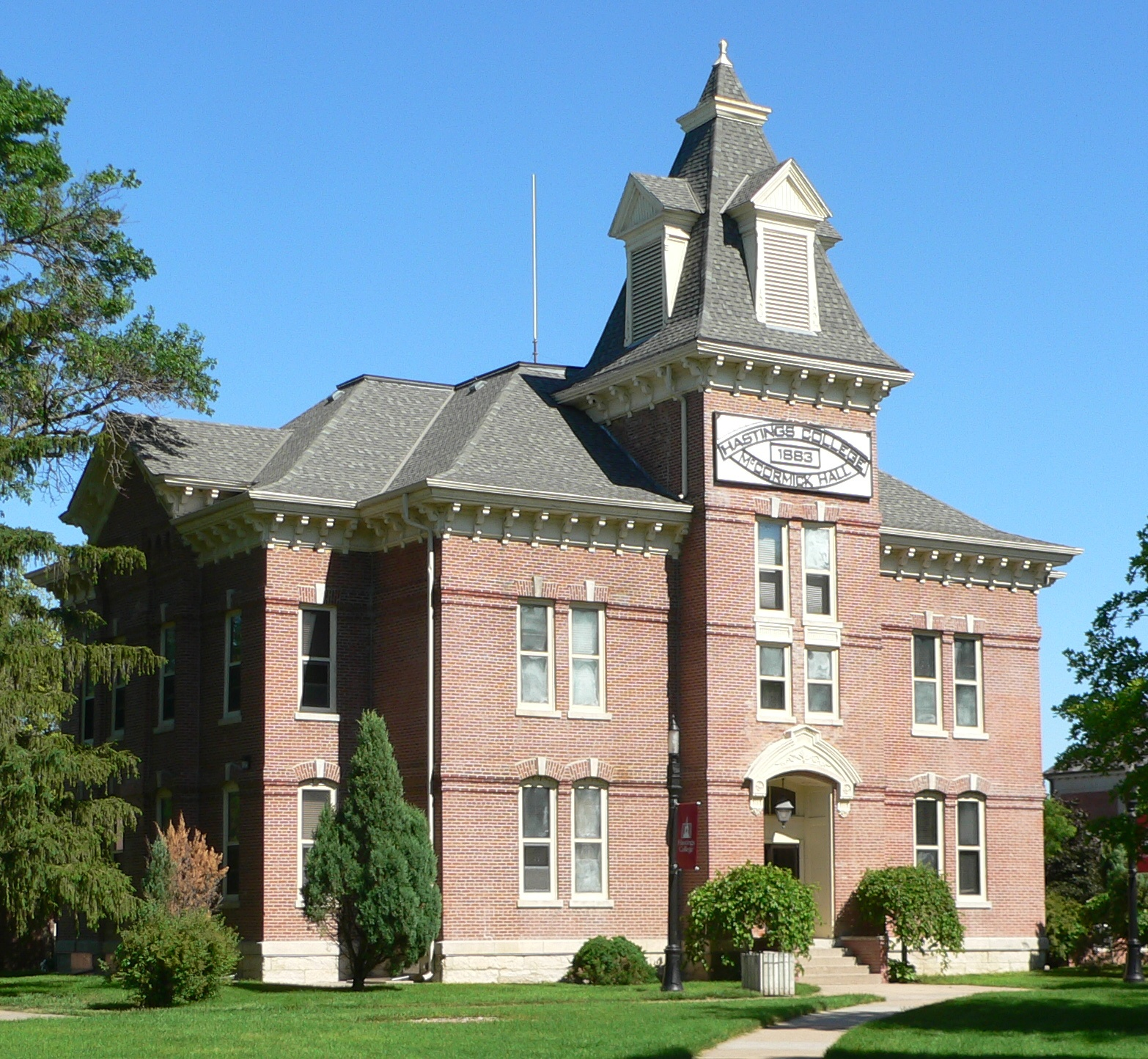
McCormick Hall (Hastings)
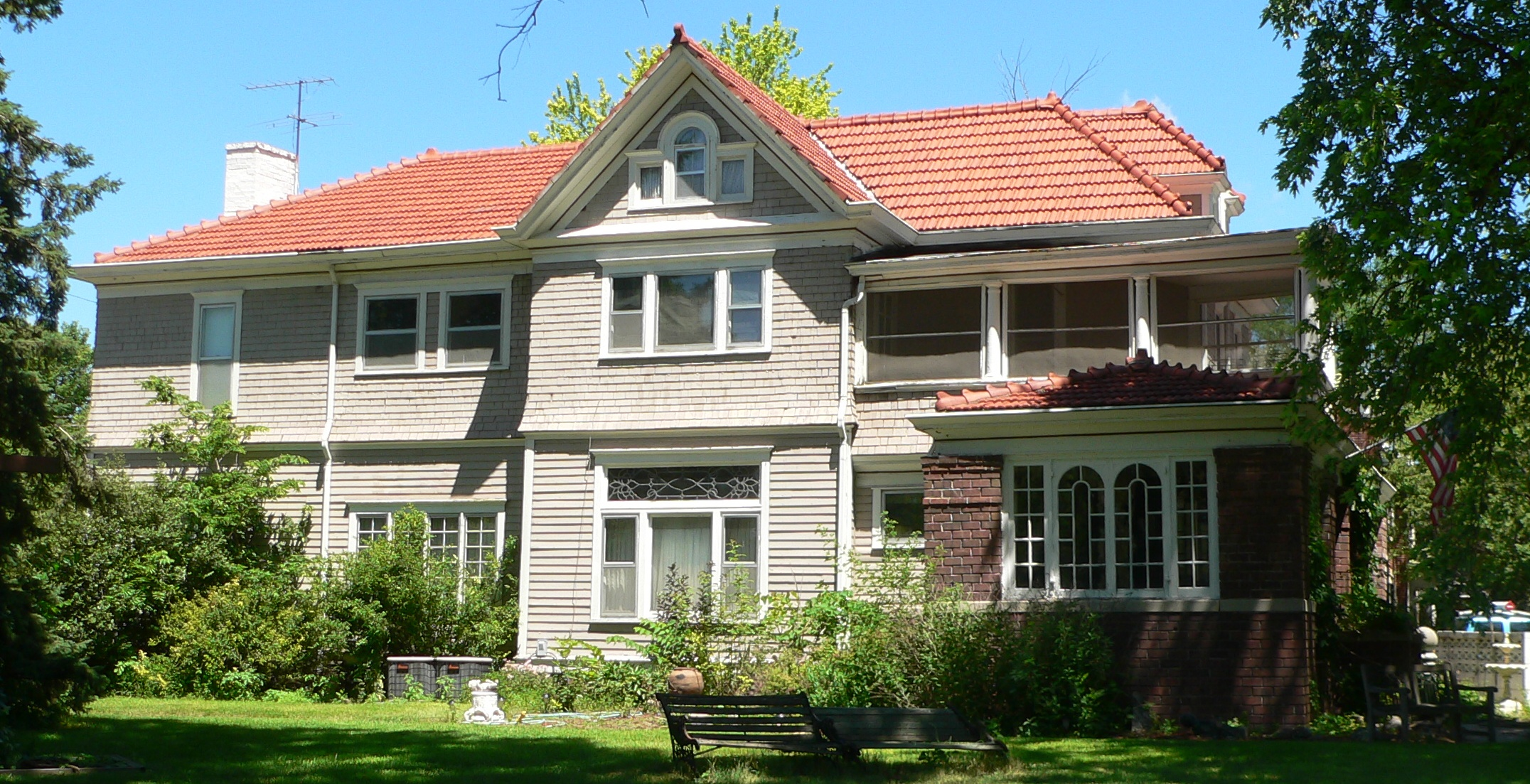
Nowlan-Dietrich House
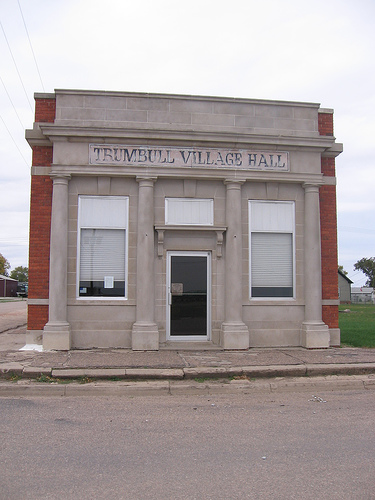
Trumbull Village Hall